# Artur Mursa
Artur Arturowytsch Mursa (ukrainisch Артур Артурович Мурза; * 13. Juli 2000 in Wolnowacha) ist ein ukrainischer Fußballspieler.

## Karriere
Mursa begann seine Karriere beim FK Mariupol. Im April 2018 absolvierte er gegen Schachtar Donezk sein erstes und einziges Spiel für die Profis von Mariupol in der Premjer-Liha. Im September 2019 schloss er sich dem Zweitligisten Wolyn Luzk an. Für Wolyn kam er bis zur Winterpause 2019/20 zu einem Einsatz in der Perscha Liha. Im Februar 2020 wechselte er innerhalb der Liga zu Awanhard Kramatorsk. Für Awanhard spielte er bis Saisonende elfmal in der zweithöchsten Spielklasse. Zur Saison 2020/21 wechselte er zum Ligakonkurrenten Hirnyk-Sport Horischni Plawni. Für Hirnyk-Sport kam er bis zur Winterpause zu 14 Einsätzen in der Perscha Liha, dabei erzielte er drei Tore.
Im Januar 2021 zog er weiter innerhalb der Liga zu Obolon Kiew. Beim Hauptstadtklub verbrachte der Flügelstürmer ein Jahr, in dem er 29 Mal spielte und zehn Tore erzielte. Im Januar 2022 wurde er anschließend vom Ligakonkurrenten Metalist Charkiw verpflichtet. Zu einem Einsatz für Metalist kam er aber nie: Nach dem Beginn des Ukraine-Krieges im Frühjahr 2022 wurde er im April 2022 nach Kasachstan an den FK Qysyl-Schar SK verliehen. Für Qysyl-Schar spielte er achtmal in der Premjer-Liga. Im Juli 2022 wechselte Mursa fest nach Lettland zum Valmiera FC. Für Valmiera kam er aber nur einmal bis zum Ende der Spielzeit 2022 zum Einsatz in der Virslīga, mit dem Klub wurde er lettischer Meister.
Im Februar 2023 wechselte er ein zweites Mal nach Kasachstan, diesmal zum FK Aqsu. Für den Verein spielte er neunmal in der Premjer-Liga, ehe er im Juli 2023 nach Österreich zum Zweitligisten Kapfenberger SV weiterzog. Für Kapfenberg absolvierte er bis zur Winterpause alle 16 Partien in der 2. Liga, ehe er den Verein im Februar 2024 verließ. Im März 2024 wechselte er dann nach Russland zum Drittligisten FK Murom.

## Erfolge
Valmiera FC
- Lettischer Meister: 2022